# Mouhcine Zerouali
Mouhcine Zerouali, né le 3 novembre 1990 à Bréda, est un joueur international néerlandais de futsal.

## Biographie
Mouhcine Zerouali naît en 1990 à Bréda aux Pays-Bas. Il grandit dans une famille d'origine marocaine. Il est formé à Breda dans le club Groen-Wit et prend en 2014 son départ pour la Belgique où il se lance dans le plus haut niveau du championnat belge de futsal.
En janvier 2016, comptant se lancer dans le grand football, Zerouali dispute avec Soufian Echcharaf une rencontre amicale dans le grand football avec le FC Oss contre le Jong Sparta Rotterdam.
Il dispute sa première sélection nationale le 2 avril 2018 face à la Roumanie.

## Divers
Mouhcine Zerouali est le cousin de Oualid Saadouni.